# Protoholozoa
Protoholozoa is een geslacht uit de familie Holozoidae en de orde Aplousobranchia uit de klasse der zakpijpen (Ascidiacea).

## Soorten
- Protoholozoa anthos Monniot C. & Monniot F., 1991
- Protoholozoa australiensis Kott, 1992
- Protoholozoa cantarella Monniot C. & Monniot F., 1985
- Protoholozoa lilium Monniot C. & Monniot F., 1982
- Protoholozoa pedunculata Kott, 1969
- Protoholozoa pigra Monniot F., 1975